# بولادي أبيثي
بولادي أبيثي (مواليد 21 أغسطس 1985) هو مبارز بالسيف فرنسي، مثّل بلاده في الألعاب الأولمبية الصيفية 2012.

## روابط خارجية
بولادي أبيثي على موقع الاتحاد الدولي للمبارزة (الإنجليزية)
- بولادي أبيثي على موقع الاتحاد الأوروبي للمبارزة (الإنجليزية)
- بولادي أبيثي على موقع اللجنة الأولمبية الدولية (الإنجليزية)
- بولادي أبيثي على موقع أوليمبيديا (الإنجليزية)
- بولادي أبيثي على موقع اللجنة الأولمبية الفرنسية (مؤرشف) (الفرنسية)